# Herreden
Herreden und der ehemals zugehörige Ortsteil Hochstedt sind Ortsteile der Stadt Nordhausen in Thüringen. Seit dem Jahr 2009 ist Hochstedt ein eigenständiger Ortsteil von Nordhausen.

## Geografie
Herreden befindet sich etwa vier Kilometer nordwestlich der Stadt Nordhausen, in ländlich geprägter Umgebung. Ihre Gemarkung grenzt an die ursprüngliche Stadtgrenze. Unmittelbar südlich verläuft die Bundesautobahn 38, deren nächste Anschlussstelle sich bei Werther befindet.

### Gewässer
Der Herreder Bach fließt durch den Ort. Sein Quellbereich liegt südlich des Ortes Hörningen. Er mündet bei Hesserode in die Helme.

## Geschichte
Das Naturdenkmal Großes Seeloch ist Teil einer Kette von Karsterscheinungen in der Gemeindeflur, der etwa kreisrunde, wassergefüllte Erdfall hat einen Durchmesser von etwa 110 Meter.
Diese südlich von Hochstedt befindliche Sehenswürdigkeit hatte vermutlich auch eine regionale Bedeutung als vor- und frühgeschichtliche Kultstätte. Das heutige Dorf Herreden wurde 1206 und das Dörfchen Hochstedt am 4. November 1184 urkundlich erstmals erwähnt.
Am 1. Juli 1950 wurden die bis dahin eigenständigen Gemeinden Hochstedt und Hörningen eingegliedert.

## Ortsbürgermeister
Bei einer Stichwahl am 9. Oktober 2022 wurde Gunter Bachmann mit 55,4 Prozent der Stimmen zum Ortsbürgermeister gewählt. Amtsvorgänger Peter Ballhause war vorzeitig von seinem Amt zurückgetreten. Bei der Kommunalwahl am 26. Mai 2025 wurde er mit 89,7 Prozent der Stimmen im Amt bestätigt.

## Kirche
Dorfkirche ist die evangelische Kirche St. Johannis.